# ديفيد لوي (مزارع الكروم)
ديفيد لوي (بالإنجليزية: David Lowe)‏ هو مزارع الكروم أسترالي، ولد في 1958.